# Gonomyia idiostyla
Gonomyia idiostyla är en tvåvingeart som beskrevs av Alexander 1970. Gonomyia idiostyla ingår i släktet Gonomyia och familjen småharkrankar.
Artens utbredningsområde är Panama. Inga underarter finns listade i Catalogue of Life.